# Igeltjärnen (Torps socken, Medelpad)
Igeltjärnen är en sjö i Ånge kommun i Medelpad och ingår i Ljungans huvudavrinningsområde.